# Kersti Hermansson
Kersti Gunnela Hermansson, född 14 februari 1951, är en svensk kemist.
Hermansson genomgick grundutbildning vid Uppsala universitet och Bryn Mawr College i Pennsylvania, samt lärarutbildning vid Lärarhögskolan i Stockholm. Hon disputerade 1984 vid Uppsala universitet, där hon 1986 blev universitetslektor, 1988 docent, 1996 biträdande professor och 2000 professor i oorganisk kemi.
Hennes forskningsområde strukturkemi för oorganiska material, bland annat med hjälp av simuleringar och kvantkemiska metoder.
Hermansson invaldes 1888 som ledamot av Kungl. Vetenskapssamhället i Uppsala och 2007 som ledamot av Kungliga Vetenskapsakademien.